# Férel
Férel är en kommun i departementet Morbihan i regionen Bretagne i nordvästra Frankrike. Kommunen ligger i kantonen La Roche-Bernard som tillhör arrondissementet Vannes. År 2022 hade Férel 3 445 invånare.

## Befolkningsutveckling
Antalet invånare i kommunen Férel
| Referens: INSEE |